# Бранислав Милошевић (монтажер)
Бранислав Бане Милошевић (Пожаревац, 1950) српски је филмски монтажер. Завршио је ФДУ — одсек за филмску и ТВ монтажу, 1980. године.
Радио је монтажу филмова Мирослава Лекића, Дарка Бајића а сарађивао је са Ратком Орозовићем и Миком Алексићем.
Као монтажер потписао је 20 играних филмова а у последњих пет филмова имао је статус супервизора и на преко 100 филмова документарног, кратко-играног и експерименталног жанра.
Био је запослен на РТС-у као шеф монтажера ТВ продукције и ТВ вести и за њих је урадио као монтажер и коредитељ 10 ТВ филмова, 20 ТВ драма, 8 ТВ играних серија и доста документарних емисија за потребе ТВ програма.
Од 1990. почиње самосталнода режира и да се бави продуцентским пословима везаним за филмску и ТВ производњу: као продуцент урадио је 20 филмова документарног жанра и 5 ТВ документарних емисија а као аутор и редитељ реализовао 10 филмова документарног и експерименталног жанра.
Учествовао је на многобројним фестивалима и на њима освојио признање и награде.
Члан је УФУС-а и има статус самосталног уметника.
Добитник је и награде за целокупно филмско стваралаштво за допринос српској кинематографији коју му је 2023 године доделило Удружење филмских уметника Србије - УФУС.
Живи и ради у Београду.

## Филмографија
| Год.  | Назив                         | Улога             |  |
| ----- | ----------------------------- | ----------------- |  |
|       |                               |                   |  |
| 1983. | Степенице за небо             |                   |  |
| 1985. | Учини то својски              |                   |  |
| 1987. | Догодило се на данашњи дан    |                   |  |
| 1988. | Ванбрачна путовања            |                   |  |
| 1988. | Заборављени (филм)            |                   |  |
| 1990. | Почетни ударац (филм)         |                   |  |
| 1991. | Заборављени (ТВ серија)       | монтажа 4 епизоде |  |
| 1992. | Црни бомбардер                | 2 монтажер        |  |
| 1993. | Никола Каваја - ловац на Тита |                   |  |
| 1997. | Балканска правила             |                   |  |
| 1998. | Џандрљиви муж                 |                   |  |
| 1999. | Голубовића апотека            |                   |  |
| 1999. | Нож (филм)                    |                   |  |
| 2000. | Рат уживо                     |                   |  |
| 2002. | Лавиринт (филм)               |                   |  |
| 2006. | Ствар срца                    |                   |  |